# Parachilia bicolor
Parachilia bicolor är en skalbaggsart som beskrevs av Ernst Gustav Kraatz 1895. Parachilia bicolor ingår i släktet Parachilia och familjen Cetoniidae. Inga underarter finns listade i Catalogue of Life.